# Deutschenspiegel
Der Deutschenspiegel (entstanden um 1275), ein so genanntes Rechtsbuch und Rechtsspiegel, ist eine Sammlung von Gewohnheitsrecht durch einen Augsburger Minoriten.
Als Grundlage des Deutschenspiegels dienten in erster Linie der Sachsenspiegel, das römische Recht, das kanonische Recht sowie bayerische Gewohnheitsrechte.
In der Forschung wird der Deutschenspiegel als eine wesentliche Vorarbeit für den Schwabenspiegel angesehen. Der Titel bezieht sich auf die literarische Form des Spiegels für mittelalterliche Textsammlungen.
Die wichtigste Handschrift des Werks, die Innsbrucker, liegt digitalisiert vor.